# 부산강서경찰서
부산강서경찰서(釜山江西警察署, Busan Gangseo Police Station)는 부산광역시경찰청이 관할하는 경찰서 중 하나이다. 부산광역시 강서구 일대를 관할한다. 부산광역시 강서구 명지국제1로 305 (명지동)에 위치하고 있다.
서장은 총경으로 보한다.

## 관할 파출소
| 명칭         | 사진 | 주소                            | 관할구역                               | 치안센터 |
| ------------ | ---- | ------------------------------- | -------------------------------------- | -------- |
| 대저파출소   |      | 대저로 284 (대저1동)            | 대저1동                                |          |
| 공항파출소   |      | 공항진입로 39 (대저2동)         | 대저2동                                |          |
| 녹산파출소   |      | 낙동남로604번길 2-17 (녹산동)   | 녹산동 일부                            |          |
| 명지파출소   |      | 영강길 148                      | 명지동                                 |          |
| 강동파출소   |      | 제도로 1191 (강동동)            | 강동동                                 |          |
| 가락파출소   |      | 가락대로 1465 (죽림동)          | 가락동                                 |          |
| 가덕도파출소 |      | 동선길 134 (성북동)             | 성북동, 동선동, 천성동, 대항동, 눌차동 |          |
| 공단파출소   |      | 녹산산단335로 12-22 (송정동)    | 녹산동 일부                            |          |
| 지사파출소   |      | 과학산단2로20번길 7-20 (지사동) | 지사동, 구랑동, 범방동, 미음동         |          |

## 같이 보기
- 부산광역시지방경찰청